# 无序双孔螅
无序双孔螅（学名：Distichopora irregularis）一种分布于西太平洋热带和亚热带海域的水螅珊瑚，隶属于柱星螅科（柱星珊瑚科）双孔螅属（侧孔珊瑚属、冠形软珊瑚属）。本种最早由英国博物学家亨利·诺蒂奇·莫斯利于1879年发表，模式标本采集自菲律宾。

## 形态特征
共骨淡粉红色，分枝不规则，呈扇形；扇叶平面上的分枝呈圆形，且适度扁平，向其顶端压缩。共骨表面具有细颗粒状纹理。有时在分枝的叶瓣边缘上有孔线，在分枝表面以不规则的曲线状排列，通常以不同的角度连接在一起。